# 760
760 (DCCLX) je bilo prestopno leto, ki se je po julijanskem koledarju začelo na torek.

## Dogodki
- Tatari ustanovijo turški imperij.